# 유엔 총회 결의 제194호
유엔 총회 결의 제194호는 1947년~1949년 팔레스타인 전쟁이 끝나갈 무렵 채택된 결의안으로, 주요 내용은 최종 합의에 도달하고 팔레스타인 난민을 고향으로 귀환시키기 위한 원칙을 정의하는 것이다. 결의안 제11조에는 다음과 같이 규정되어 있다.
refugees wishing to return to their homes and live at peace with their neighbours should be permitted to do so at the earliest practicable date, and that compensation should be paid for the property of those choosing not to return and for loss of or damage to property which, under principles of international law or equity, should be made good by the Governments or authorities responsible.

결의안은 또한 유엔 중재자 폴케 베르나도테가 암살된 이후 그의 노력을 계속하면서 이스라엘과 아랍 국가들 간의 평화를 촉진하기 위해 유엔 조정 위원회를 설립할 것을 촉구하고 있다.
당시 유엔 회원국 58개국 중 35개국이 찬성하여 결의안을 채택하였고, 15개국이 반대하고 8개국이 기권하였다. 당시 유엔에 대표되어 전쟁에 연루된 6개 아랍 연맹 국가는 해당 결의안에 반대표를 던졌다. 팔레스타인 역시 반대표를 던졌다.
특히 유엔 팔레스타인 난민 구호 사업 기구(UNRWA)를 설립하는 유엔 총회 결의 제302호와 기타 유엔 결의안에서 인용되었으며, 이 결의안은 팔레스타인 난민의 귀환권을 규정하고 있다고 주장되어 왔다. 하지만 이스라엘은 이를 부인하고 있다.

## 배경
1948년 팔레스타인 전쟁 동안 약 700,000명 팔레스타인 아랍인 또는 총 인구의 85%가 이스라엘이 정복한 영토에서 망명을 가거나 추방되었다. 유엔 팔레스타인 중재자였던 폴케 베르나도테는 쫓겨난 팔레스타인인들이 집으로 돌아갈 권리가 있다고 믿었고 이와 관련된 유엔 보고서를 여러 개 작성하였다. 1948년 6월 28일, 그는 휴전 협정을 주선하면서 팔레스타인 분쟁의 평화적 해결을 위한 일련의 제안을 제시하였다. 일례로, 유엔이 "갈등으로 인해 정상적인 거주지를 떠난 팔레스타인 주민들이 제한 없이 집으로 돌아가 재산을 되찾을 권리"를 인정해야 한다고 주장하였다. 다음은 그의 보고서 일부.
It would be an offence against the principles of elemental justice if these innocent victims of the conflict were denied the right to return to their homes while Jewish immigrants flow into Palestine, and, indeed, at least offer the threat of permanent replacement of the Arab refugees who have been rooted in the land for centuries.

보고서에서 그는 "아랍 난민들이 가능한 한 빠른 시일 내에 유대인이 통제하는 영토에 있는 집으로 돌아갈 권리가 유엔에 의해 확인"되어야 하며, 유엔은 돌아가지 않기로 선택한 사람들의 "재산에 대한 적절한 보상" 지급을 감독해야 한다고 주장하였다. 이스라엘은 공식적으로 보고서를 거부하였지만 모셰 샤레트 이스라엘 외무장관은 "강제로 쫓겨난 사람이 집으로 돌아갈 권리라는 기본적이고 간단한 것에 반대하는 것은 그다지 좋은 일도 아니고 인도주의적이지도 않다"고 인정하였다.

## 같이 보기
- 유엔 팔레스타인 난민 구호 사업 기구